# Anne McLaren
Anne McLaren, DBE, angleška zoologinja, predavateljica in akademikinja, * 26. april 1927, London, † 7. julij 2007.
McLaren je delovala kot redna profesorica v Wellcome CRC inštitutu (Cambridge) in bila dopisna članica Slovenske akademije znanosti in umetnosti (od 6. junija 1995).